# 沈荣显
沈荣显（1923年1月12日—2012年6月30日），辽宁辽阳人，中国动物病毒及免疫学专家，中国工程院院士。

## 生平
沈荣显1923年出生于辽宁省辽阳县。1944年毕业于奉天农业学堂兽医本科，并于1945年开始了他的科研工作，1948年进入中国农业科学院哈尔滨兽医研究所。1995年当选为中国工程院院士。

## 主要贡献
沈荣显主要的成就集中在牛瘟弱毒疫苗、羊痘弱毒疫苗、猪瘟弱毒疫苗和马传染性贫血弱毒疫苗的研究上。其中，沈荣显主持研制的马传染性贫血病毒弱毒疫苗打破了慢病毒不能免疫的常规观念，开创了慢病毒免疫的先河。